# Salar de Quisquiro
El salar de Quisquiro o de Loyoques es un salar tipo playa ubicado al norte de la Región de Antofagasta, al sur del salar de Tara, con lagunas superficiales de extensión variable y una napa de salmuera a unos decímetros de profundidad. Sus afluentes son el río Salado en el sur, que nace en las vegas Ojos del Salado, y el estero Loyoques en el norte.
Sus principales características morfométricas y climatológicas son:: II-121 
- altura: 4150 m
- superficie de la cuenca: 676 km²
- superficie del salar: 80 km²
- superficie de las lagunas 5 km²
- precipitaciones: 150 mm/año
- evaporación potencial: 1500 mm/año
- temperatura media: 1 °C